# Austrian Studies Association
Die Austrian Studies Association (ASA) ist eine interdisziplinäre wissenschaftliche Organisation in Nordamerika, die sich mit verschiedenen Aspekten österreichischer Kultur und österreichischer Geschichte der Neuzeit auseinandersetzt.

## Organisation und Geschichte
Die Vereinigung ging aus der 1961 gegründeten International Arthur Schnitzler Research Association hervor und firmierte bis 2012 unter dem Namen Modern Austrian Literature and Culture Association (MALCA). Sie veranstaltet einmal jährlich eine Konferenz (zuletzt: Universität Wien 2010, Washington & Jefferson College in Washington (Pennsylvania) 2011, California State University, Long Beach 2012, University of Waterloo, Ontario, 2013, University of Texas at Austin 2014) und organisiert Sessions bei anderen Konferenzen, wie etwa jenen der German Studies Association oder der Modern Language Association. Sie gibt die vierteljährliche Fachzeitschrift Journal of Austrian Studies heraus, die bis zur Namensänderung der ASA 2012 Journal of Austrian Literature (MAL) hieß und gegenwärtig von der University of Nebraska veröffentlicht wird.

## Mitglieder
Seit 2014 steht der Austrian Studies Association die Literatur- und Kulturwissenschaftlerin Imke Meyer (University of Illinois at Chicago) vor, die den austroamerikanischen Filmhistoriker, Filmproduzenten, Germanisten und Schriftsteller  Robert Dassanowsky als Präsidenten abgelöst hat. Zu den Vorstandsmitgliedern zählen namhafte amerikanische und österreichische Wissenschaftler.
Ehrenmitglieder der Organisation sind Ruth Beckermann, Valie Export, Lilian Faschinger, Paul Harather, Josef Haslinger, Peter Henisch, Agnes Husslein-Arco, Elfriede Jelinek, Barbara Neuwirth, Hans Raimund, Götz Spielmann, Peter Rosei, Peter Tscherkassky, Matti Bunzl, Michael Loebenstein, Christoph Thun-Hohenstein.